# کودی گاکپو
کودی متس گاکپو (به انگلیسی: Cody Mathès Gakpo؛ زادهٔ ۷ مهٔ ۱۹۹۹) بازیکن فوتبال اهل هلند است که در پست وینگر برای باشگاه فوتبال لیورپول در لیگ برتر انگلیس و تیم ملی هلند بازی می‌کند.
گاکپو که محصول آکادمی پی‌اس‌وی است، اولین بازی خود را برای این باشگاه در فوریه ۲۰۱۸ انجام داد. در فصل ۲۲–۲۰۲۱، پس از به ثمر رساندن ۲۱ گل در ۴۷ بازی در تمامی رقابت‌ها، او جایزه بهترین فوتبالیست هلندی را به دست آورد.
گاکپو فوتبال بین‌المللی جوانان هلند را از رده زیر ۱۸ تا زیر ۲۱ سال بازی کرد. او اولین بازی ملی خود را در ژوئن ۲۰۲۱ در جام ملت‌های اروپا ۲۰۲۰ انجام داد. وی با تیم ملی هلند به مقام پنجم جام جهانی ۲۰۲۲ رسید.

## آمار ملی
تا تاریخ ۱ فروردین ۱۴۰۴
| هلند  | هلند | هلند | هلند   |
| سال   | بازی | گل   | پاس گل |
| ----- | ---- | ---- | ------ |
| ۲۰۲۱  | ۴    | ۱    | ۱      |
| ۲۰۲۲  | ۱۰   | ۵    | ۱      |
| ۲۰۲۳  | ۷    | ۳    | ۰      |
| ۲۰۲۴  | ۱۵   | ۵    | ۳      |
| ۲۰۲۵  | ۲    | ۱    | ۰      |
| مجموع | ۳۸   | ۱۵   | ۵      |

### گل‌های ملی
| شماره | تاریخ           | ورزشگاه         | بازی ملی | حریف          | نتیجه | رقابت                         |
| ----- | --------------- | --------------- | -------- | ------------- | ----- | ----------------------------- |
| ۱     | ۴ سپتامبر ۲۰۲۱  | فیلیپس          | ۳        | مونته‌نگرو     | ۳–۰   | جام ملت‌های اروپا ۲۰۲۰         |
| ۲     | ۱۴ ژوئن ۲۰۲۲    | دکویپ           | ۷        | ولز           | ۳–۲   | لیگ ملت‌های اروپا ۲۱–۲۰۲۰      |
| ۳     | ۲۲ سپتامبر ۲۰۲۲ | ورشو            | ۸        | لهستان        | ۲–۰   | لیگ ملت‌های اروپا ۲۱–۲۰۲۰      |
| ۴     | ۲۱ نوامبر ۲۰۲۲  | الثمامه         | ۱۰       | سنگال         | ۲–۰   | جام جهانی ۲۰۲۲                |
| ۵     | ۲۵ نوامبر ۲۰۲۲  | بین‌المللی خلیفه | ۱۱       | اکوادور       | ۱–۱   | جام جهانی ۲۰۲۲                |
| ۶     | ۲۹ نوامبر ۲۰۲۲  | البیت           | ۱۲       | قطر           | ۲–۰   | جام جهانی ۲۰۲۲                |
| ۷     | ۷ سپتامبر ۲۰۲۳  | فیلیپس          | ۱۸       | یونان         | ۳–۰   | مقدماتی جام ملت‌های اروپا ۲۰۲۴ |
| ۸     | ۱۰ سپتامبر ۲۰۲۳ | آویوا           | ۱۹       | جمهوری ایرلند | ۲–۱   | مقدماتی جام ملت‌های اروپا ۲۰۲۴ |
| ۹     | ۲۱ نوامبر ۲۰۲۳  | الگاروه         | ۲۱       | جبل طارق      | ۶–۰   | مقدماتی جام ملت‌های اروپا ۲۰۲۴ |
| ۱۰    | ۱۶ ژوئن ۲۰۲۴    | فولکسپارک       | ۲۵       | لهستان        | ۲–۱   | جام ملت‌های اروپا ۲۰۲۴         |
| ۱۱    | ۲۵ ژوئن ۲۰۲۴    | المپیک برلین    | ۲۷       | اتریش         | ۲–۳   | جام ملت‌های اروپا ۲۰۲۴         |
| ۱۲    | ۲ ژوئیه ۲۰۲۴    | آلیانس آرنا     | ۲۸       | رومانی        | ۳–۰   | جام ملت‌های اروپا ۲۰۲۴         |